# كارين اولسن بيك
كارين اولسن بيك (بالإسبانية: Karen Olsen Beck)‏ هي عالمة اجتماع ومهندسة معمارية ودبلوماسية كوستاريكية، ولدت في 31 يناير 1933 في كوبنهاغن في الدنمارك.